# Grand Prix automobile de Las Vegas 2023
GP précédent GP suivant
Le Grand Prix automobile de Las Vegas 2023 (Formula 1 Heineken Silver Las Vegas Grand Prix 2023) disputé le 18 novembre 2023 sur le Las Vegas Strip Circuit, est la 1100e épreuve du championnat du monde de Formule 1 courue depuis 1950. Il s'agit de la troisième édition du Grand Prix de Las Vegas comptant pour le championnat du monde de Formule 1, de la première disputée sur ce nouveau tracé urbain, et de la vingt-deuxième manche du championnat 2023. Après deux éditions courues sur le parking du Caesars Palace en 1981 et 1982, la Formule 1 revient dans la mégapole du Nevada pour la troisième course de la saison en territoire américain, sur un nouveau tracé urbain, dessiné par Hermann Tilke, notamment caractérisé par des longues lignes droites comme celle de 1,9 km le long du Las Vegas Strip.
Charles Leclerc inaugure le Las Vegas Strip Circuit par une pole position, sa cinquième de la saison, après avoir dominé les trois phases des qualifications. Pour le vingt-troisième départ en tête de sa carrière, il aurait dû partir aux côtés de son coéquipier Carlos Sainz Jr. (seulement battu de 44 millièmes de seconde) mais ce dernier, malgré une demande de dérogation de Ferrari auprès de la FIA, est pénalisé d'un recul de dix places en raison de la réparation de sa SF-23 sévèrement endommagée par son passage à 300 km/h sur une plaque d'égout descellée, lors de la première séance d'essais libres. Max Verstappen, à trois dixièmes de seconde, hérite donc d'une place en première ligne. Alors que Lewis Hamilton échoue en Q2, son coéquipier George Russell, quatrième, s'élance devant Pierre Gasly sur la deuxième ligne. Les Williams tirent partie de leur vitesse de pointe dans les longues lignes droite et permettent à Alexander Albon et Logan Sargeant d'occuper la troisième ligne, l'Américain obtenant son meilleur résultat depuis ses débuts. Valtteri Bottas et Kevin Magnussen, dont les monoplaces sont propulsées par un moteur Ferrari, sont en quatrième ligne, devant Fernando Alonso et Lewis Hamilton.
Max Verstappen célèbre sa victoire en entonnant le tube Viva Las Vegas dans son tour d'honneur, après avoir eu raison de Charles Leclerc et malgré une pénalité de cinq secondes. Il remporte sa troisième course en Amérique de l'année en améliorant ses records de victoires (18), de podiums (20), de tours et kilomètres en tête dans une saison et du pourcentage de victoires (85,71 %).
Si Verstappen prend la tête dès le premier virage, il emmène Leclerc hors de la piste, ce qui lui vaut une pénalité de cinq secondes à purger lors de son arrêt au stand. Il ne parvient pas à creuser l'écart sur le pilote Ferrari, performant avec ses pneus medium. Au bout de quinze tours, le Monégasque dépasse même la Red Bull, qui plonge juste après dans les stands pour chausser des gommes dures. Arrêt et pénalité effectués, Verstappen reprend la piste dixième. Au départ, Fernando Alonso, parti en tête-à-queue, sème le chaos dans le peloton ; Sergio Pérez, une de ses victimes, doit passer au stand et repart dernier ; il est toutefois déjà deuxième, derrière Leclerc, après seulement dix-huit tours. Lance Stroll et Esteban Ocon ont tiré parti de l'incident en gagnant de nombreuses places. Dans le second tour, Lando Norris talonne sur une bosse et pulvérise sa McLaren dans les protections du virage no 11, entraînant la sortie de la voiture de sécurité. 
Pérez prend la tête de la course quand Leclerc s'arrête pour chausser des pneus durs au vingt-et-unième tour. Alors que Verstappen attaque Russell pour le gain de la quatrième place dans le virage no 14, il est percuté par le pilote Mercedes qui écope de cinq secondes de pénalité. Des débris de carbone jonchent la piste, ce qui provoque la sortie de la voiture de sécurité dans la vingt-sixième boucle et offre un « arrêt gratuit » aux deux Red Bull, ce qui compromet les chances de victoire de Leclerc désormais en tête de la course. Avec ses gommes fraiches, Pérez le dépasse au trente-deuxième tour mais, trois boucles plus tard au prix d'un freinage tardif, Leclerc le repasse. Verstappen les double tous deux coup sur coup et s'installe définitivement aux commandes de l'épreuve après trente-sept tours. À sept tours de l'arrivée, Leclerc bloque les roues au virage no 12, ce dont profite Pérez pour reprendre l'avantage. Verstappen, hors de portée, se voit intimer par son stand de ralentir légèrement dans les derniers tours pour offrir l'aspiration à Pérez qui doit défendre sa deuxième position. Toutefois Leclerc, qui bénéficie de son aileron arrière mobile, effectue un freinage tardif dans l'avant-dernier virage de la course, double Pérez par l'intérieur et termine deuxième sous le drapeau à damier. La troisième marche du podium suffit au Mexicain pour devenir vice-champion du monde.  
Ocon et Stroll qui ont profité des opportunités du premier tour, terminent quatrième et cinquième. Sainz, également parti en tête-à-queue dans le premier tour, se classe sixième après être patiemment remonté. Hamilton a dû surmonter de nombreuses péripéties, dont une remontée depuis la dernière place après une crevaison, lors d'un accrochage avec Oscar Piastri, au dix-huitième tour ; il se classe septième. Russell, qui passe la ligne d'arrivée en quatrième position, rétrograde à la huitième place à cause de sa pénalité. Alonso finit neuvième devant Piastri qui prend le point de la dixième place et double son capital en réalisant le meilleur tour en course. 
Au championnat du monde, derrière les 549 points de Verstappen, Pérez (273 points) est désormais vice-champion du monde, ce qui permet à Red Bull Racing d'obtenir son premier doublé. Hamilton (232 points) est assuré de sa troisième place, alors que la quatrième se jouera entre Alonso, Sainz (200 points chacun), Norris (195 points) et Leclerc, septième avec 188 points. Suivent Russell (160 points), Piastri (89 points) et Stroll dixième (72 points) devant les pilotes Alpine, Gasly (62 points) et Ocon (58 points). Chez les constructeurs, Red Bull Racing porte son record à 822 points alors que le second Mercedes (392 points) n'a que quatre points d'avance sur Ferrari (388 points). McLaren, quatrième avec 284 points n'a pas non plus beaucoup de marge avant l'épreuve finale pour conserver la quatrième place face à Aston Martin (273 points) ; suivent Alpine (120 points), Williams (28 points), AlphaTauri (21 points), Alfa Romeo (16 points) et Haas (12 points).

## Essais libres

### Première séance, le jeudi de 20 h 30 à 21 h 30
| Pos. | Pilote          | Voiture             | Chrono         | Écart     |
| ---- | --------------- | ------------------- | -------------- | --------- |
| 1    | Charles Leclerc | Ferrari             | 1 min 40 s 909 |           |
| 2    | Nico Hülkenberg | Haas-Ferrari        | 1 min 43 s 446 | + 2 s 537 |
| 3    | Kevin Magnussen | Haas-Ferrari        | 1 min 44 s 261 | + 3 s 352 |
| 4    | Max Verstappen  | Red Bull-Honda RBPT | 1 min 44 s 397 | + 3 s 488 |
| 5    | Esteban Ocon    | Alpine-Renault      | 1 min 45 s 365 | + 4 s 456 |
| 6    | George Russell  | Mercedes            | 1 min 45 s 497 | + 4 s 588 |

- La première séance nocturne d'essais libres est définitivement stoppée au drapeau rouge après seulement huit minutes et un maximum de cinq tours couverts par les pilotes qui ont pris la piste. En effet, dans la ligne droite du Strip, une plaque d'égout s'est descellée et soulevée au passage de la Ferrari de Carlos Sainz Jr., endommageant son fond plat et provoquant la mise à l'arrêt immédiate de la monoplace ; la même mésaventure étant arrivée auparavant à Esteban Ocon, la FIA prend la décision de stopper la séance pour faire examiner toutes les bouches d'égout sur la piste et procéder aux réparations nécessaires. La seconde séance d'essais libres est, dès lors, décalée à 2 h 30 du matin[3],[4],[5].

### Deuxième séance, le vendredi de 2 h 30 à 4 h
| Pos. | Pilote           | Voiture               | Chrono         | Écart     |
| ---- | ---------------- | --------------------- | -------------- | --------- |
| 1    | Charles Leclerc  | Ferrari               | 1 min 35 s 265 |           |
| 2    | Carlos Sainz Jr. | Ferrari               | 1 min 35 s 782 | + 0 s 517 |
| 3    | Fernando Alonso  | Aston Martin-Mercedes | 1 min 35 s 793 | + 0 s 528 |
| 4    | Sergio Pérez     | Red Bull-Honda RBPT   | 1 min 36 s 085 | + 0 s 820 |
| 5    | Valtteri Bottas  | Alfa Romeo-Ferrari    | 1 min 36 s 129 | + 0 s 864 |
| 6    | Max Verstappen   | Red Bull-Honda RBPT   | 1 min 36 s 183 | + 0 s 918 |

- Cette séance, longue d'1 h 30, se déroule dans des circonstances particulières puisque les pilotes la terminent à 4 h du matin, par des essais de départ. Pour ces raisons, qualifiées de « considérations logistiques » par l'organisation (le personnel préposé aux tribunes n'étant pas censé travailler en pleine nuit), les spectateurs ont dû quitter le circuit à 1 h 30 du matin, une heure avant le début de la séance[7],[8],[9].

### Troisième séance, le vendredi de 20 h 30 à 21 h 30
| Pos. | Pilote          | Voiture             | Chrono         | Écart     |
| ---- | --------------- | ------------------- | -------------- | --------- |
| 1    | George Russell  | Mercedes            | 1 min 34 s 093 |           |
| 2    | Oscar Piastri   | McLaren-Mercedes    | 1 min 34 s 491 | + 0 s 398 |
| 3    | Logan Sargeant  | Williams-Mercedes   | 1 min 34 s 645 | + 0 s 552 |
| 4    | Max Verstappen  | Red Bull-Honda RBPT | 1 min 34 s 653 | + 0 s 560 |
| 5    | Sergio Pérez    | Red Bull-Honda RBPT | 1 min 34 s 706 | + 0 s 613 |
| 6    | Alexander Albon | Williams-Mercedes   | 1 min 34 s 726 | + 0 s 633 |

- La séance de qualification est définitivement arrêtée au drapeau rouge, à quatre minutes du terme, après qu'Alexander Albon tape le mur dans le virage no 5. Le Thaïlandais endommage sa roue arrière gauche et, peu après, son pneu déchape juste devant Verstappen puis s'immobilise contre une barrière. Albon stoppe alors sa Williams FW45 près d'une échappatoire et la direction de course annonce que la séance ne reprendra pas[11],[12].

## Séance de qualifications

### Résultats des qualifications
| Pos.                                                                                      | Pilote           | Écurie                | Qualifications 1 | Qualifications 2 | Qualifications 3 |
| ----------------------------------------------------------------------------------------- | ---------------- | --------------------- | ---------------- | ---------------- | ---------------- |
| 1                                                                                         | Charles Leclerc  | Ferrari               | 1 min 33 s 617   | 1 min 32 s 775   | 1 min 32 s 726   |
| 2                                                                                         | Carlos Sainz Jr. | Ferrari               | 1 min 33 s 851   | 1 min 33 s 338   | 1 min 32 s 770   |
| 3                                                                                         | Max Verstappen   | Red Bull-Honda RBPT   | 1 min 34 s 190   | 1 min 33 s 572   | 1 min 33 s 104   |
| 4                                                                                         | George Russell   | Mercedes              | 1 min 34 s 137   | 1 min 33 s 351   | 1 min 33 s 112   |
| 5                                                                                         | Pierre Gasly     | Alpine-Renault        | 1 min 34 s 272   | 1 min 33 s 494   | 1 min 33 s 239   |
| 6                                                                                         | Alexander Albon  | Williams-Mercedes     | 1 min 34 s 634   | 1 min 33 s 588   | 1 min 33 s 323   |
| 7                                                                                         | Logan Sargeant   | Williams-Mercedes     | 1 min 34 s 525   | 1 min 33 s 733   | 1 min 33 s 513   |
| 8                                                                                         | Valtteri Bottas  | Alfa Romeo-Ferrari    | 1 min 34 s 305   | 1 min 33 s 809   | 1 min 33 s 525   |
| 9                                                                                         | Kevin Magnussen  | Haas-Ferrari          | 1 min 34 s 337   | 1 min 33 s 664   | 1 min 33 s 537   |
| 10                                                                                        | Fernando Alonso  | Aston Martin-Mercedes | 1 min 34 s 422   | 1 min 33 s 617   | 1 min 33 s 555   |
| 11                                                                                        | Lewis Hamilton   | Mercedes              | 1 min 34 s 307   | 1 min 33 s 837   |                  |
| 12                                                                                        | Sergio Pérez     | Red Bull-Honda RBPT   | 1 min 34 s 574   | 1 min 33 s 855   |                  |
| 13                                                                                        | Nico Hülkenberg  | Haas-Ferrari          | 1 min 34 s 265   | 1 min 33 s 979   |                  |
| 14                                                                                        | Lance Stroll     | Aston Martin-Mercedes | 1 min 34 s 504   | 1 min 34 s 199   |                  |
| 15                                                                                        | Daniel Ricciardo | AlphaTauri-Honda RBPT | 1 min 34 s 683   | 1 min 34 s 308   |                  |
| 16                                                                                        | Lando Norris     | McLaren-Mercedes      | 1 min 34 s 703   |                  |                  |
| 17                                                                                        | Esteban Ocon     | Alpine-Renault        | 1 min 34 s 834   |                  |                  |
| 18                                                                                        | Guanyu Zhou      | Alfa Romeo-Ferrari    | 1 min 34 s 849   |                  |                  |
| 19                                                                                        | Oscar Piastri    | McLaren-Mercedes      | 1 min 34 s 850   |                  |                  |
| 20                                                                                        | Yuki Tsunoda     | AlphaTauri-Honda RBPT | 1 min 36 s 447   |                  |                  |
| Temps minimal à réaliser pour la qualification : 1 min 40 s 170 (107 % de 1 min 33 s 617) |                  |                       |                  |                  |                  |

### Grille de départ
- Carlos Sainz Jr., auteur du deuxième temps, est pénalisé d'un recul de dix places sur la grille après que son équipe a procédé à de grosses réparations sur sa monoplace après son incident survenu lors de la première séance d'essais. Carlos Sainz a en effet soulevé une plaque d'égout dès les premières minutes de la session, ce qui a causé des dommages à sa batterie, à son moteur, à la cellule de survie ainsi qu'au boîtier de contrôle électronique. Dans ce contexte particulier, Ferrari a demandé une dérogation au règlement sportif pour remplacer toutes les pièces endommagées par la plaque d'égout (dommages qui n'étaient pas de la faute de l'équipe) sans écoper d'une pénalité ; la FIA s'est montrée inflexible et le pilote s'élance donc de la douzième place[14],[15] ;
- Lance Stroll, auteur du quatorzième temps, est pénalisé d'un recul de cinq places sur la grille après un dépassement sur Carlos Sainz alors qu'un double drapeau jaune était brandi en fin de séance et s'élance dix-neuvième : « Un double drapeau jaune était agité au poste de commissaires 12.9 alors que la voiture no 18 s'approchait de cet endroit dans la ligne droite. Après avoir passé les drapeaux, clairement visibles sur la vidéo embarquée de la voiture no 18, la voiture no 18 a dépassé la voiture no 55. Le pilote de la voiture no 18 a déclaré qu'il avait la tête baissée car il regardait son écran, qu'il se concentrait sur la Ferrari devant et n'a ainsi pas vu les drapeaux. Bien qu'aucun panneau lumineux jaune n'ait été allumé, la réglementation est claire : les drapeaux et les panneaux lumineux ont le même sens. Par conséquent, les directives standard sur les pénalités ont été appliquées[16]. »

## Course

### Classement de la course
| Pos. | no | Pilote           | Écurie                | Tours | Temps/Abandon                      | Grille | Points |
| ---- | -- | ---------------- | --------------------- | ----- | ---------------------------------- | ------ | ------ |
| 1    | 1  | Max Verstappen   | Red Bull-Honda RBPT   | 50    | 1 h 29 min 08 s 289 (208,637 km/h) | 2      | 25     |
| 2    | 16 | Charles Leclerc  | Ferrari               | 50    | + 2 s 070                          | 1      | 18     |
| 3    | 11 | Sergio Pérez     | Red Bull-Honda RBPT   | 50    | + 2 s 241                          | 11     | 15     |
| 4    | 31 | Esteban Ocon     | Alpine-Renault        | 50    | + 18 s 665                         | 16     | 12     |
| 5    | 18 | Lance Stroll     | Aston Martin-Mercedes | 50    | + 20 s 067                         | 19     | 10     |
| 6    | 55 | Carlos Sainz Jr. | Ferrari               | 50    | + 20 s 834                         | 12     | 8      |
| 7    | 44 | Lewis Hamilton   | Mercedes              | 50    | + 21 s 755                         | 10     | 6      |
| 8    | 63 | George Russell   | Mercedes              | 50    | + 23 s 091 (dont 5 s de pénalité)  | 3      | 4      |
| 9    | 14 | Fernando Alonso  | Aston Martin-Mercedes | 50    | + 25 s 964                         | 9      | 2      |
| 10   | 81 | Oscar Piastri    | McLaren-Mercedes      | 50    | + 29 s 496                         | 18     | 1 + 1  |
| 11   | 10 | Pierre Gasly     | Alpine-Renault        | 50    | + 34 s 270                         | 4      |        |
| 12   | 23 | Alexander Albon  | Williams-Mercedes     | 50    | + 43 s 398                         | 5      |        |
| 13   | 20 | Kevin Magnussen  | Haas-Ferrari          | 50    | + 44 s 825                         | 8      |        |
| 14   | 3  | Daniel Ricciardo | AlphaTauri-Honda RBPT | 50    | + 48 s 525                         | 14     |        |
| 15   | 24 | Guanyu Zhou      | Alfa Romeo-Ferrari    | 50    | + 50 s 162                         | 17     |        |
| 16   | 2  | Logan Sargeant   | Williams-Mercedes     | 50    | + 50 s 882                         | 6      |        |
| 17   | 77 | Valtteri Bottas  | Alfa Romeo-Ferrari    | 50    | + 1 min 25 s 350                   | 7      |        |
| 18   | 22 | Yuki Tsunoda     | AlphaTauri-Honda RBPT | 46    | Boîte de vitesses                  | 20     |        |
| 19   | 27 | Nico Hülkenberg  | Haas-Ferrari          | 45    | Moteur                             | 13     |        |
| Abd. | 4  | Lando Norris     | McLaren-Mercedes      | 2     | Accident                           | 15     |        |

### Pole position et record du tour
- Pole position :  Charles Leclerc (Ferrari) en 1 min 32 s 726 (240,748 km/h)[18].
- Meilleur tour en course :  Oscar Piastri (McLaren-Mercedes) en 1 min 35 s 490 (233,779 km/h) au quarante-septième tour ; dixième de l'épreuve, il remporte le point bonus associé[19].

### Tours en tête
- Max Verstappen (Red Bull-Honda RBPT) : 29 tours (1-15 / 37-50)[20]
- Charles Leclerc (Ferrari) : 13 tours (16-21 / 27-31 / 35-36)
- Sergio Pérez (Red Bull-Honda RBPT) : 8 tours (22-26 / 32-34)

## Classements généraux à l'issue de la course
| Pos.     | Pilote           | Écurie                | Points |
| -------- | ---------------- | --------------------- | ------ |
| Champion | Max Verstappen   | Red Bull-Honda RBPT   | 549    |
| 2        | Sergio Pérez     | Red Bull-Honda RBPT   | 273    |
| 3        | Lewis Hamilton   | Mercedes              | 232    |
| 4        | Carlos Sainz Jr. | Ferrari               | 200    |
| 5        | Fernando Alonso  | Aston Martin-Mercedes | 200    |
| 5        | Lando Norris     | McLaren-Mercedes      | 195    |
| 7        | Charles Leclerc  | Ferrari               | 188    |
| 8        | George Russell   | Mercedes              | 160    |
| 9        | Oscar Piastri    | McLaren-Mercedes      | 89     |
| 10       | Lance Stroll     | Aston Martin-Mercedes | 73     |
| 11       | Pierre Gasly     | Alpine-Renault        | 62     |
| 12       | Esteban Ocon     | Alpine-Renault        | 58     |
| 13       | Alexander Albon  | Williams-Mercedes     | 27     |
| 14       | Yuki Tsunoda     | AlphaTauri-Honda RBPT | 13     |
| 15       | Valtteri Bottas  | Alfa Romeo-Ferrari    | 10     |
| 16       | Nico Hülkenberg  | Haas-Ferrari          | 9      |
| 17       | Daniel Ricciardo | AlphaTauri-Honda RBPT | 6      |
| 18       | Zhou Guanyu      | Alfa Romeo-Ferrari    | 6      |
| 19       | Kevin Magnussen  | Haas-Ferrari          | 3      |
| 20       | Liam Lawson      | AlphaTauri-Honda RBPT | 2      |
| 21       | Logan Sargeant   | Williams-Mercedes     | 1      |

| Pos.     | Écurie                | Points |
| -------- | --------------------- | ------ |
| Champion | Red Bull-Honda RBPT   | 822    |
| 2        | Mercedes              | 392    |
| 3        | Ferrari               | 388    |
| 4        | McLaren-Mercedes      | 284    |
| 5        | Aston Martin-Mercedes | 273    |
| 6        | Alpine-Renault        | 120    |
| 7        | Williams-Mercedes     | 28     |
| 8        | AlphaTauri-Honda RBPT | 21     |
| 9        | Alfa Romeo-Ferrari    | 16     |
| 10       | Haas-Ferrari          | 12     |

## Statistiques
Le Grand Prix de Las Vegas 2023 représente :
- la 23e pole position de Charles Leclerc, sa cinquième de la saison[23] ;
- la 53e victoire de Max Verstappen, sa dix-huitième de la saison[24] ;
- la 112e victoire de Red Bull, la vingtième de la saison[25] ;
- la 20e victoire de Honda RBPT en tant que motoriste[26].

Au cours de ce Grand Prix :
- Max Verstappen, en remportant une 18e victoire dans la saison, améliore le record qu'il avait établi lors de l'épreuve précédente[27] ;
- Max Verstappen, en montant sur son 20e podium de la saison, améliore le record qu'il avait établi lors de l'épreuve précédente[28] ;
- Max Verstappen, avec 85,71 % de victoires dans une saison (18 sur 21) et alors qu'il reste encore une épreuve,  améliore le record qu'il avait établi lors de l'épreuve précédente[27]  ;
- Max Verstappen, avec 53 victoires, rejoint Sebastian Vettel au troisième rang des pilotes les plus victorieux[29] ;
- Charles Leclerc est élu « pilote du jour » à l'issue d'un vote organisé sur le site officiel de la Formule 1[30] ;
- Derek Warwick (146 départs en Grands Prix entre 1981 et 1993, quatre podiums, 71 points inscrits) est nommé conseiller par la FIA pour aider dans leurs jugements le groupe des commissaires de course[31].